# Toll様受容体

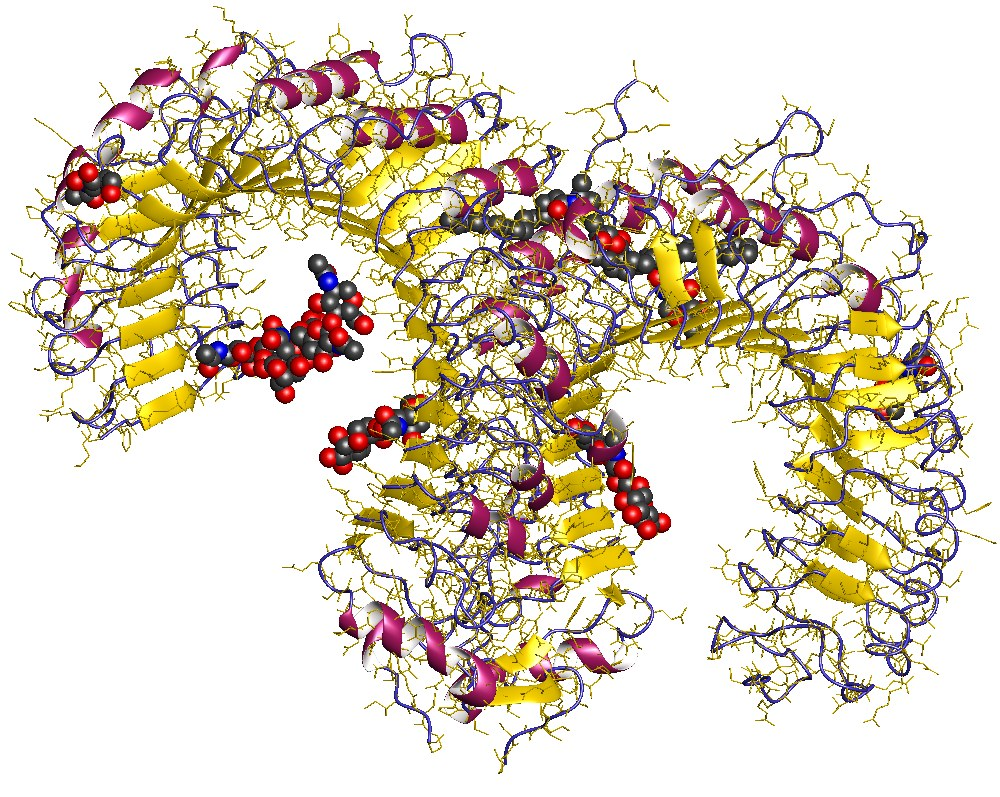
TLR 1-2 (fragment) heterodimer, Human, Hagfish.

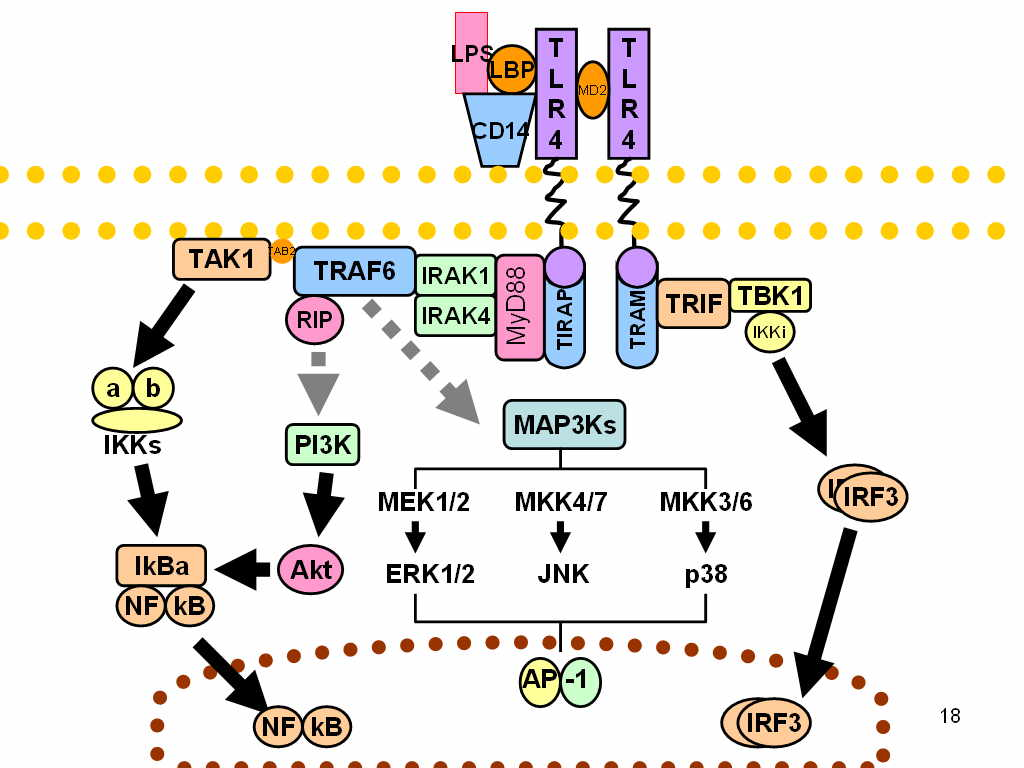
TLR4のシグナル伝達の模式図

Toll様受容体（トルようじゅようたい、Toll-like receptor：TLRと略す）は動物の細胞表面にある受容体タンパク質で、種々の病原体を感知して自然免疫（獲得免疫と異なり、一般の病原体を排除する非特異的な免疫作用）を作動させる機能がある。脊椎動物では、獲得免疫が働くためにもToll様受容体などを介した自然免疫の作動が必要である。
TLRまたはTLR類似の遺伝子は、哺乳類やその他の脊椎動物（インターロイキン1受容体も含む）、また昆虫などにもあり、最近では植物にも類似のものが見つかっていて、進化的起源はディフェンシン（細胞の出す抗菌性ペプチド）などと並び非常に古いと思われる。さらにTLRの一部分にだけ相同性を示すタンパク質（RP105など）もある。
TLRやその他の自然免疫に関わる受容体は、病原体に常に存在し（進化上保存されたもの）、しかも病原体に特異的な（宿主にはない）パターンを認識するものでなければならない。そのためにTLRは、細菌表面のリポ多糖（LPS）、リポタンパク質、鞭毛のフラジェリン、ウイルスの二本鎖RNA、細菌やウイルスのDNAに含まれる非メチル化CpGアイランド（宿主のCpG配列はメチル化されているので区別できる）などを認識するようにできている。
TLRは特定の分子を認識するのでなく、上記のようなある一群の分子を認識するパターン認識受容体の一種である。

## 研究史
Toll遺伝子(en)は1980年代にショウジョウバエで正常な発生（背腹軸の決定）に必要な遺伝子として、ドイツ人生物学者のクリスティアーネ・ニュスライン＝フォルハルト（1995年ノーベル生理学・医学賞受賞）によって発見された（"Toll"はドイツ語で"Great"と"Curious"の両義をもつ語）が、1996年には、ジュール・ホフマン（2011年ノーベル生理学・医学賞受賞）によって真菌に対する免疫としても働いていることが明らかになった。
さらに1997年、イェール大学のCharles Janewayやルスラン・メジトフらによって、哺乳類にもToll遺伝子と相同性の高い遺伝子が見つかり、これがToll-like receptorと命名された。1998年、ブルース・ボイトラー（2011年ノーベル生理学・医学賞受賞）によってTLR4がリポ多糖を認識することが発見されたのを皮切りに、各TLRのリガンドが解明されていった。
ほとんどの哺乳動物で10から15種類のTLRが確認されている。ヒトでは10種類（TLR1からTLR10と呼ばれる）があり、他の種でもそれらの多くに対応するものがあるが、一部はない（例えばTLR10に対応する遺伝子はマウスにもあるが、レトロウイルスにより破壊されている）。またヒトにはないが他種にあるものもある。

## 機能
TLRは特に哺乳動物で詳しく研究されており、この項ではそれについて詳述する。TLRの機能は知られているすべての生物で似ているため、基本的には同一モデルで説明できる（ただし少なくとも昆虫では活性化の様式が異なる：昆虫のTLRの項参照）。各TLRは、病原体のもつ特異的分子（または分子の特異的な組合せ）により活性化されて二量体を形成することで機能する。
多くのTLRはホモ二量体（同種分子からなる）として働くが、TLR2はTLR1やTLR6との間でヘテロ二量体をつくり、これらは互いに特異性が異なる。
またTLRは完全な機能を得るのに他の補助因子が必要なこともあり、この例としてはTLR4がある。全てのLPSの認識にはMD-2が必要であり、CD14とLPS結合タンパク質（LBP）はLPSのMD-2への提示を促進することが知られている。
このようにして活性化されたTLRは、細胞内シグナル伝達経路を介して、転写因子であるIRFやNF-κBを活性化し、それぞれIFN-α、IFN-βまたは、IL-1、IL-6、IL-8などサイトカインを誘導し、獲得免疫、あるいは炎症を誘導する。
細菌は、ファゴサイトーシスで取り込まれて消化され、その抗原はヘルパーT細胞（CD4+ T細胞）に呈示される。
ウイルス因子に対しては、インターフェロン（抗ウイルス活性をもつサイトカイン）を産生する。感染細胞はタンパク質産生を中止し、アポトーシスに至る。
現在知られているTLRの活性を下の表にまとめた。
| 受容体 | リガンド                                                                                         | 下流のシグナル伝達経路                          |
| ------ | ------------------------------------------------------------------------------------------------ | ----------------------------------------------- |
| TLR1   | トリアシルリポタンパク質                                                                         | 不明                                            |
| TLR2   | リポタンパク質; グラム陽性菌のペプチドグリカン; リポテイコ酸; 真菌の多糖; ウイルスの糖タンパク質 | MyD88依存性TIRAP                                |
| TLR3   | 二本鎖RNA（一部のウイルスにある）、ポリI:C（合成核酸）                                           | MyD88非依存性TRIF/TICAM                         |
| TLR4   | リポ多糖; ウイルスの糖タンパク質                                                                 | MyD88依存性TIRAP; MyD88非依存 性TRIF/TICAM/TRAM |
| TLR5   | フラジェリン                                                                                     | MyD88依存性IRAK                                 |
| TLR6   | ジアシルリポタンパク質                                                                           | 不明                                            |
| TLR7   | 合成低分子化合物（抗ウイルス剤イミダゾキノリンなど）; 一本鎖RNA                                  | MyD88依存性IRAK                                 |
| TLR8   | 合成低分子化合物; 一本鎖RNA                                                                      | MyD88依存性IRAK                                 |
| TLR9   | 非メチル化CpG DNA                                                                                | MyD88依存性IRAK                                 |
| TLR10  | 不明                                                                                             | 不明                                            |
| TLR 11 | 尿道感染細菌にある分子（詳細不明）                                                               | MyD88依存性IRAK                                 |

## 脊椎動物のTLR
ヒトには10種類のTLR分子が存在する。マウスはTLR10が存在しないもののTLR11,12, 13とヒトには存在しないTLRを持つ。また、哺乳類以外では鶏にはTLR2やTLR1が二つ存在し、また、魚ではヒトには存在しないTLR21やTLR22を持つ。
一方で、ヒトのTLR1,2,3,4,5,7,8,9は魚からヒトまでの広範な脊椎動物で発見され、脊椎動物の大部分のTLRは保存されている。しかし、脊索動物であるホヤではTLRが非常に少なく、脊椎動物に進化してから現在のTLRファミリーが形成されたと考えられている。

## 昆虫のTLR
ショウジョウバエではTLRが元来のTollを含め9種見つかっている。しかしいずれも脊椎動物とは異なり、病原体分子を直接結合するものではない。現在知られているところでは、体液中にあるパターン認識タンパク質（PGRP、GNBPなど）に標的が結合するとプロテアーゼカスケードが活性化され、最終的にSpätzleというタンパク質が活性化され、これがToll受容体に結合して機能する。